# Ahmajärvi (Pajala socken, Norrbotten)
Ahmajärvi är en sjö i Pajala kommun i Norrbotten och ingår i Torneälvens huvudavrinningsområde. Ahmajärvi ligger i Torne och Kalix älvsystem Natura 2000-område.